# Terremoto de Mequinez de 1755
El terremoto de Mequinez de 1755 afectó a Marruecos el 27 de noviembre de 1755. El terremoto tuvo una magnitud de momento (Mw)  estimada entre 6,5 y 7,0. Devastó las ciudades de Fez y Mequinez, matando al menos a 15.000 personas en ambas ciudades.

## Entorno tectónico
El límite de la placa occidental de Eurasia y África está dominado por el sistema de falla Azores-Gibraltar, que se encuentra entre la triple unión de las islas Azores y el arco de Gibraltar. El límite de la placa alrededor del Arco de Gibraltar y el Mar de Alborán está menos definido y se caracteriza por una amplia zona de sismicidad. Las placas africana y euroasiática convergen en dirección N-S a NNW-SSE. La convergencia está relacionada con la tectónica de levantamiento y empuje a lo largo de las montañas del Rif.

## Terremoto
La conmoción se produjo apenas unos días después de que otro terremoto afectara a Lisboa (1 de noviembre); se identificó erróneamente como una réplica de ese evento y se fecha erróneamente como el 18 de noviembre. Fuentes árabes atribuyen el terremoto al 27 de noviembre y la zona mezosismal a Fez y Mequinez. También se informó de una ruptura sísmica, pero mal documentada.
Durante un estudio de campo del área en 2017, se identificaron rupturas en la superficie a lo largo del frente del Rif Sur de 150 km (93 millas) de largo; una falla de empuje con algún componente de deslizamiento de rumbo lateral izquierdo. La falla muestra una geometría lístrica y está conectada con un escote en su base; sumergiéndose a 60° cerca de la superficie y a 35° en la profundidad. Se estimó una tasa de deslizamiento de 3,5 ± 1 mm (0,138 ± 0,039 pulgadas)/año para el Holoceno. La falla da cabida a la convergencia entre la Placa Africana y el Rif. El último terremoto a lo largo de la falla produjo entre 0,9 y 1,7 m (2 pies 11 pulg. - 5 pies 7 pulg.) de deslizamiento cosísmico; suponiendo que, como deslizamiento promedio a lo largo de una ruptura de superficie de 30 km (19 millas), la magnitud del momento obtenida fue 6,5 –7.0. Aunque no se considera una réplica del terremoto de Lisboa del 1 de noviembre, puede haber sido un ejemplo de terremoto desencadenado debido a la transferencia de tensiones.

## Daños

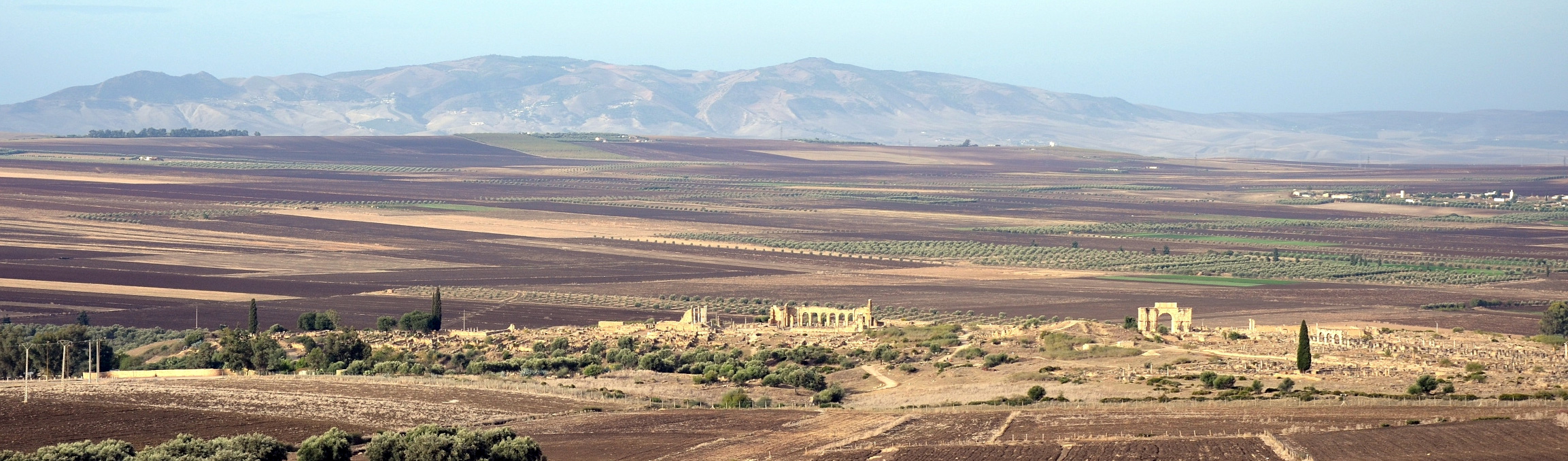
Panorama de Volubilis

El terremoto causó una gran devastación en Fez y Mequinez; decenas de miles de personas murieron. Le siguieron fuertes réplicas que continuaron durante meses. En Mequinez, sólo unas pocas casas quedaron en pie, pero sufrieron graves daños. De los 16.000 judíos de la ciudad, sólo 8.000 sobrevivieron y otros 4.000 musulmanes perecieron. En Fez murieron 3.000 personas. Se produjeron daños importantes en el sitio arqueológico romano Volubilis. Varios kilómetros al sur de Volubilis, Mulay Idrís resultó gravemente afectada por un importante deslizamiento de tierra. La documentación de la superficie rota llevó a los geólogos a concluir que el evento fue localizado y que se trataba de un terremoto local. Se estudiaron las rupturas superficiales asociadas con una falla E-W en Jebel Zerhoun y Jebel Zalagh, al norte de Fez y Mequinez.